# Bayernhymne

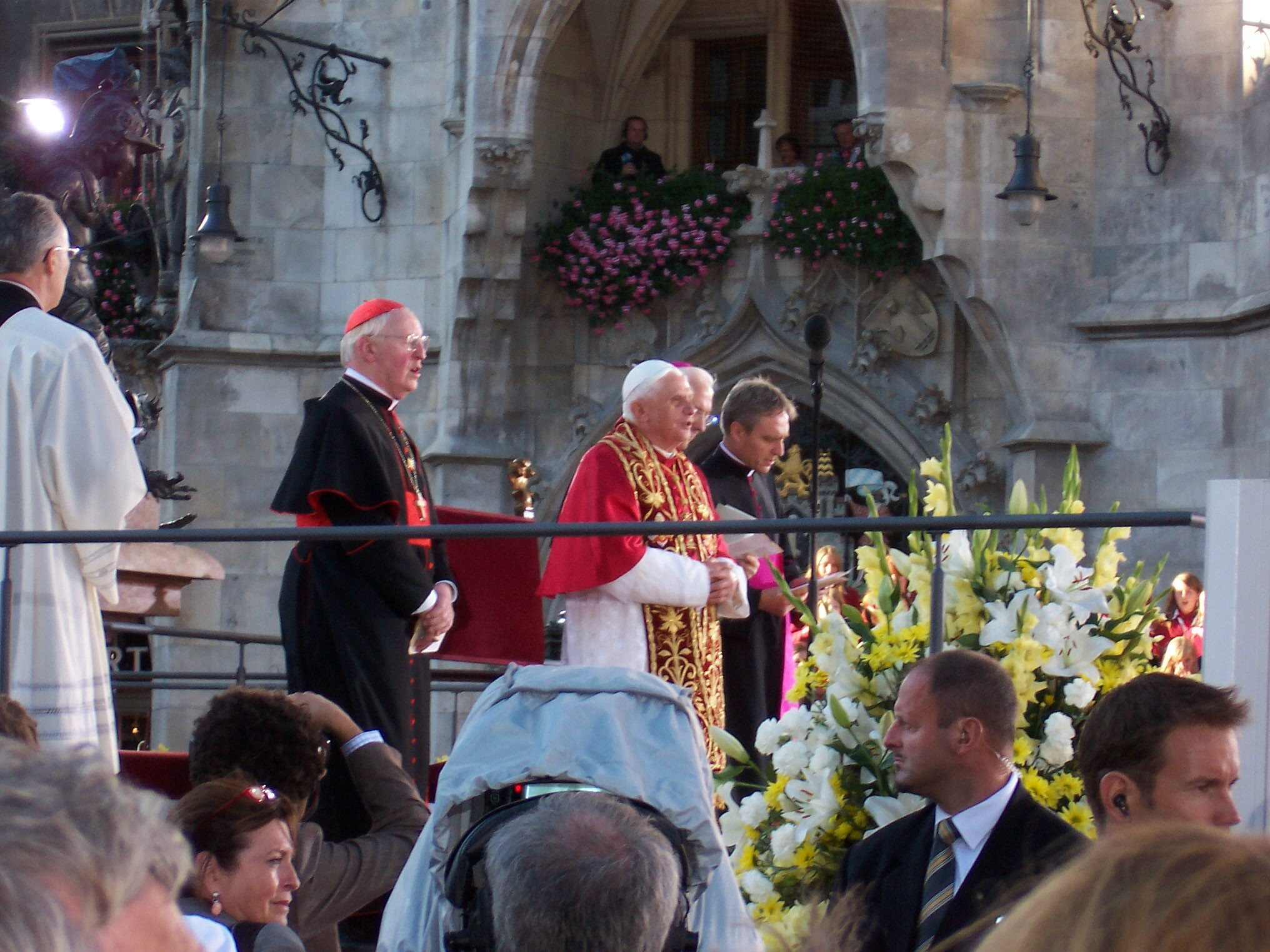
Paus Benedictus XVI zingt de Bayernhymne mee, tijdens een bezoek aan München, in 2005

(Er) erhalte dir die Farben / Seines Himmels

Deel van de partituur van de melodie

De Bayernhymne is het volkslied van de Duitse deelstaat Beieren. Voorheen was het de hymne van het Koninkrijk Beieren.
De muziek van de Bayernhymne is in 1835 geschreven door Konrad Max Kunz. De tekst van de coupletten 1 t/m 3 is van Michael Öchsner. In 1946 schreef Josef Maria Lutz een nieuw 3e couplet. Bij officiële gelegenheden worden alleen de eerste twee coupletten gezongen.

## Tekst
1. Gott mit dir, du Land der Bayern,
deutsche Erde, Vaterland!
Über deinen weiten Gauen
Walte seine Segenshand!
|: Er behüte deine Fluren,
schirme deiner Städte Bau
Und erhalte dir die Farben
seines Himmels, weiß und blau! :|
2. Gott mit dir, dem Bayernvolke,
dass wir, uns'rer Väter wert,
fest in Eintracht und in Frieden
bauen uns'res Glückes Herd!
|: Dass mit Deutschlands Bruderstämmen
einig uns ein jeder schau
Und den alten Ruhm bewähre
unser Banner, weiß und blau! :|
(3.  Gott mit dir, dem Bayernvolke,
Daß wir uns'rer Väter wert,
Fest in Eintracht und in Frieden
Bauen uns'res Glückes Herd!
Daß mit Deutschlands Bruderstämmen
Einig uns ein jeder schau
Und den alten Ruhm bewähre
Unser Banner weiß und blau!)
3. Gott mit uns und Gott mit allen,
Die der Menschen heilig Recht
Treu beschützen und bewahren
Von Geschlechte zu Geschlecht.
|: Frohe Arbeit, frohes Feiern,
Reiche Ernten jedem Gau,
Gott mit dir, du Land der Bayern
Unterm Himmel weiß und blau! :|